# Clara Tybjerg
Clara Sophie Tybjerg, de soltera Sarauw (1864-1941), fue una activista, pacifista y educadora danesa por los derechos de las mujeres . En 1915, asistió a la Conferencia Internacional de Mujeres en La Haya, junto con Thora Daugaard . A partir de entonces, ayudó a establecer y, de 1916 a 1920, dirigió la Danske Kvinders Fredskæde o la Cadena de Paz de Mujeres Danesas, que se convirtió en la rama danesa de la Liga Internacional de Mujeres por la Paz y la Libertad . También se la recuerda por ayudar a llevar a los niños hambrientos de Viena a Dinamarca tras la Primera Guerra Mundial.

## Primeros años y educación
Nacida el 3 de marzo de 1864 en la parroquia de Kalvehave, cerca de Vordingborg, Clara Sophie Sarauw era hija del guarda forestal Conrad August Nicolaus Sarauw (1816-1886) y de Betzy Wilhelmine Hansen (1834-1909). Tras la muerte de su padre, se trasladó a Copenhague, donde trabajó como profesora en el Den Kellerske Åndssvageanstalt, especializado en la educación de niños discapacitados. Después se fue a Estados Unidos, donde trabajó y continuó sus estudios en la Pennsylvania Training School for Feebleminded Children hasta 1892.
El 18 de mayo de 1893 se casó con el juez del Tribunal Supremo Erland Tybjerg (1863-1925). Al año siguiente, fue contratada como profesora de inglés en la H. Adlers Fællesskole, la primera escuela mixta de Dinamarca, donde permaneció hasta 1915. Incluso después de su marcha, siguió interesándose por la educación, especialmente en relación con los niños discapacitados.

## Participación en el movimiento de mujeres danesas
Tybjerg participó activamente en el movimiento femenino danés. En 1913 se convirtió en secretaria internacional del Danske Kvinders Nationalråd (Consejo de Mujeres de Dinamarca) y también fue miembro de la Kvindelig Læseforening (Asociación de Lectoras). Hasta que las mujeres danesas consiguieron finalmente el sufragio universal en 1915, ella y su hermana Elna Munch lucharon por la causa.

## Carrera como activista por la paz
En 1915, asistió a la Conferencia Internacional de Mujeres por la Paz en La Haya. A su regreso a Dinamarca, fundó, junto con Thora Daugaard, la Danske Kvinders Fredskæde (DKF), la rama danesa de la Liga Internacional de Mujeres por la Paz y la Libertad. Tybjerg se encargó de crear una red de estudio formada por 30 mujeres, entre ellas Gyrithe Lemche, Henni Forchhammer, Estrid Hein, Matilde Bajer y Ellen Hørup. Viajaron por toda Dinamarca animando a las mujeres a afiliarse a la DKF mediante el pago de una "corona de la paz" (fredskrone) y la firma de una lista en la que se pedía "Justicia antes que Poder". Tybjerg presidió la organización de 1915 a 1920, aumentando el número de miembros a unos 10.000. Después de que se establecieran ramas locales en toda Dinamarca, presidió la rama de Copenhague de 1921 a 1925. Thora Daugaard la sucedió en la presidencia de la DKF.
Una vez que las hostilidades de la Primera Guerra Mundial se calmaron finalmente, la WILPF organizó una segunda conferencia en Zúrich. Tybjerg, en representación de la rama danesa, pidió que se prestara especial atención a las necesidades de los niños y los jóvenes. A partir de 1921, se esforzó por ayudar a los niños de Viena que sufrían desnutrición. Consiguió que muchos de ellos fueran trasladados a Dinamarca, donde pudieron recuperar su salud en hogares daneses.

## Vida personal
Tybjerg estaba casada y tenía dos hijos. Tras perder a su marido en 1925, pasó unos años en Hillerød, donde siguió participando en iniciativas pacifistas. Murió en Copenhague el 14 de enero de 1941. Está enterrada en el cementerio de Tibirke, cerca de Tisvilde.